# Унбеґаун Борис Генріхович
Бори́с Ге́нріхович Унбеґа́ун, Унбеґавн Борис, Б.-О. Унбегаун (рос. Унбегаун Борис Генрихович; нім. Boris Ottokar Unbegaun; (*23 серпня (4 вересня) 1895, м. Москва — †4 березня 1973 р., м. Нью-Йорк) — спеціаліст у слов'янських мовах (філолог), мовознавець-славіст німецького походження, доктор наук і професор, дійсний член Української вільної академії наук (УВАН) у США. Він студіював у Любляні й Парижі, професор Брюссельського (1936–1953 рр.), Страсбурзького (1937–1953 рр.), Оксфордського (1953–1965 рр.), Колумбійського в Нью-Йорку (1938–1939 рр., 1959–1960 рр., 1965–1971 рр.) і Нью-Йоркського (1964–1973 рр.) університетів. Багато його наукових праць не втратили значущості донині й чекають на публікації українською мовою.

## Життєпис
Юнаком вступив на навчання у Костянтинівське артилерійське училище у м. Санкт-Петербурзі, яке закінчив у 1917 році. Встигнув побувати на фронті Першої світової війни, після Жовтневого державного перевороту 1917 року він опинився в Білій Армії, після поразки якої оселився в Західній Європі.
На початку 1920-х років став студентом Люблянського університету в Словенії, потім продовжив навчання в Сорбонні, обравши спеціальність славіста. Його вчителями і старшими колегами були Андре Вайан, Антуан Мейє, Андре Мазон та інші. Після цього університету йому запропонували місце роботи в бібліотеці Інституту слов'янських досліджень в Парижі, де він займався також рецензуванням і складанням оглядів з російського мовознавства та літератури.
У 1935 р. захистив докторську дисертацію на тему «Російська мова XVI століття (1500–1550 років)» і опублікував дві книги — про іменні флекції в російській мові XVI століття і про сербську літературну мову XVIII століття. Влітку того ж року познайомився з Мариною Цвєтаєвою, яка характеризувала його в листі як «молодого російськомовного німця — типу Даля, великого і скромного філолога». У 1936 р. з'явилися його перші нариси з російської ономастики (про назви міст).
Під час Другої світової війни після окупації Франції був ув'язнений у Бухенвальді, де пробув до кінця війни (у 1947 році опублікував статтю про слов'янські жаргони в німецьких концтаборах).
Викладав у Страсбурзькому університеті, Брюссельському вільному університеті, з 1948 р. — в Оксфордському університеті. У 1953–1965 роках постійно жив в Оксфорді, працюючи професором порівняльної слов'янської філології. З 1965 року — професор слов'янської лінгвістики в Нью-Йоркському університеті, де залишився до кінця свого життя.

## Наукова діяльність
Головні праці з сучасної російської мови та її історії (історична морфологія), історії сербської мови (до реформи Вука Караджича) й російської мови як літературних мов, слов'янської етимології, ономастики на широкому історико-культурному тлі. Виявив типи калькування в слов'янських мовах на різних етапах їх розвитку. Українським проблемам присвячені його статті про кафські (Крим) грамоти 1502 р. (1950 р.), про походження назви «рутенці» (1949 р., 1950 р., 1953 р.), про українські запозичення в російській мові 17 століття (1960 р.), про географічні назви 18 століття у південній Україні й Криму (1936 р.) і про типи й структуру українських прізвищ, білоруських прізвищ, польських прізвищ та інших, з великим розділом у його книзі «Російські прізвища» («Russian Surnames», 1972 р.) Розділ названо «Російські прізвища» згідно з його стереотипом колишнього підданого Російської імперії про народи, котрі входили до складу згаданої імперії. У журналі «Revue des Études Slaves» провадив впливові річні огляди публікацій з українського мовознавства (1932–1968 рр.).

## Праці
- Russian surnames. — Oxford: Clarendon Press, 1972 р.; російський переклад: Унбегаун Б.-О. // «Русские фамилии». — г. Москва: изд. «Прогресс», 1989 г. (та популярне перевидання)
- La langue russe au XVIe siècle (1500–1550). — P.: Inst. d'Études Slaves de l'Univ. de Paris, 1935.
- Les débuts de la langue littéraire chez les Serbes. — P.: Champion, 1935.
- Grammaire russe. — Lyon-Paris, IAC, 1951 (англійський переклад: Russian grammar. Oxford: Clarendon Press, 1957; німецький переклад: Russische Grammatik. — Göttingen: Vandenhoeck & Ruprecht, 1969)
- L'Origine du nom des Ruthènes. — Winnipeg: Acad. ukrainienne libre des sciences, 1953.
- A bibliographical guide to the Russian language. — Oxford: Clarendon Press, 1953.
- Russian versification. — Oxford: Clarendon Press, 1956.
- Drei russische Grammatiken des 18. Jahrhunderts. Nachdr. der Ausg. von 1706, 1731 und 1750. — München: Fink, 1969.
- Studies in Slavic Linguistics and Poetics. — New York: New York University Press, 1969.
- Selected papers on Russian and Slavonic philology. — Oxford: Clarendon Press 1969.
- Catalogue des périodiques slaves et relatifs aux études slaves des bibliothèques de Paris, Paris, Librairie ancienne Honoré Champion, 1929
- Les Religions des Celtes, des Germains et des anciens Slaves, in: Albert Grenier, Les Religions étrusque et romaine, Paris, Presses universitaires de France, 1948 (avec Joseph Vendryès et Ernest Tonnelat)
- Russische Grammatik, Göttingen, Vandehoeck & Ruprecht, 1969